# 国璋
國璋（1839年—1900年），杭阿坦氏，字子達，蒙古鑲白旗人，京口駐防（今江蘇省鎮江市）。清朝官员、監生出身。

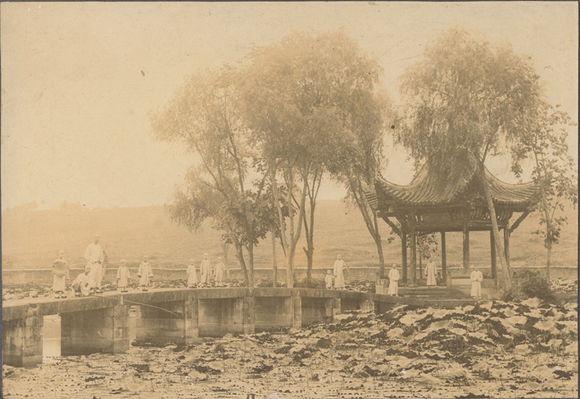
時任江津知縣國璋的子侄廷啟、廷繼、廷治等，攝於四川江津縣東門外蓮池。左三站立高者為國璋長子廷啟（以候補知縣奉派留學日本，负责創建中國最早的現代化監獄——湖北模範監獄，著有《監獄要書》（東京：蚕光社，1905年））

## 生平
清朝知府銜候補直隷州知州，賞戴花翎，軍機處存記，大計卓異。国璋十六岁即入幕在四川踏上仕途，先是拜于四川总督骆秉章门下，深得后者器重。“旋以军功保叙知县”，二十一岁出任四川隆昌知县，“兴利除弊，事无不举，士民尤爱戴”。

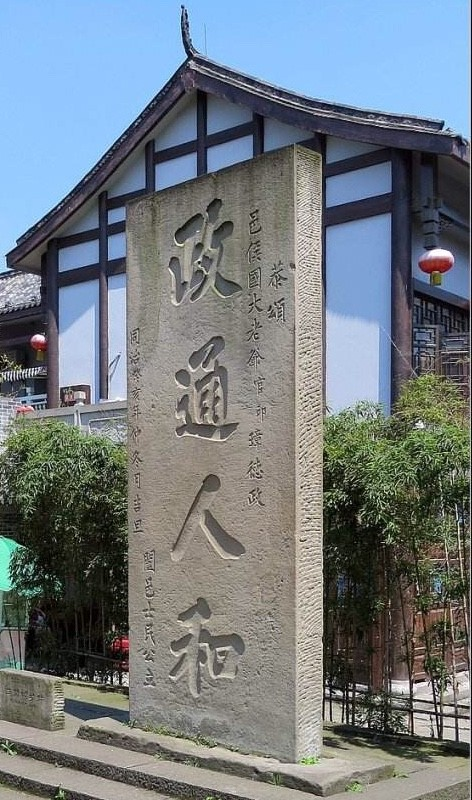
现存于四川隆昌县的全国重点文物保护单位“隆昌石牌坊”，其中有清同治二年 （1863年）隆昌县士民给国璋修建的“政通人和”德政碑。

 其后歷署重慶府江北理民同知、涪州知州、巴縣、江津縣、華陽縣、宜賓縣、榮縣、內江縣知縣，所在多政績，深得民望，赢得循吏与能吏的官声。凡地方利弊，隨事興剔，川省但凡发生疑難要案，督抚往往会选派國璋前往办理，而国璋每次都能妥善清結，故在四川數十年深爲督抚大吏所倚重；而国璋在江北廳任上，辦理教案尤爲得體。清朝誥授朝議大夫，晉封中憲大夫，奉旨入祀名宦祠。

## 事跡
國璋爲官清廉，剛正不阿，體恤民情，精幹明決。在隆昌任上，“決獄明敏，精核如老吏，且嚴治盜事，不能欺，人乃大服”；署華陽，“頗平反冤獄”；宰榮縣，“善聼斷......尤不時躬親私訪，奸宄遂斂跡”；調宜賓，則教種蠶桑以增其利，開辦醫舘救治貧民；“所至有政聲，江津、巴縣先後攝篆者三次，教禁兼施，切中時弊”。
同治十二年（ 1873 年）、光绪六年（1880年）、光绪17年（1891年）三任江津县知县。國璋爲官尤其重視教育，1879年于江津知縣任内募建聚奎書院（今重慶市江津區聚奎中學，位于江津白沙镇黑石山），並捐廉銀設課獎勵資助貧寒讀書人，“士林感之，称‘国公课’”。光绪八年（1882），建江津县遗爱祠（祠旁有莲花池、小桥、寒香亭），“祀清代邑令之有德政者”（据《民国版江津县志》）。
光绪七年（1881）、九年（1883）、二十一年（1895）三次出任巴县（今屬重庆）知县。國璋于光緒七年（1881年）首次出任巴縣縣令，次年下任，其後又兩度出任巴縣縣令，在任期間教禁兼施，政績突出。鼓励民众储存粮食，以防荒年；针对重庆城住房密集，常发火灾，设置水龙，百姓大称方便。同时，修建住屋安置贫民，捐养廉银收养弃婴，设立施粥点赈济那些揭不开锅的人，等等。。国璋还善办洋务，曾于光绪二十一年十一月，参与了川省与英国未结教案的谈判。其间，屡与英国领事、主教等磋商，最后以较小的代价，了结省城（成都）、嘉定（乐山）等处的教案。而1886年在其二度擔任巴縣縣令任内，發生第二次重慶教案。國璋不懼壓力，秉公辦理，堅持懲辦不法教首，保護地方，得到地方士民的廣泛愛戴。重慶佛圖關前（今鵝嶺公園）原有遺愛祠，祠前街道命名为遺愛祠正街（今鵝嶺正街），即爲紀念國璋治渝政績。

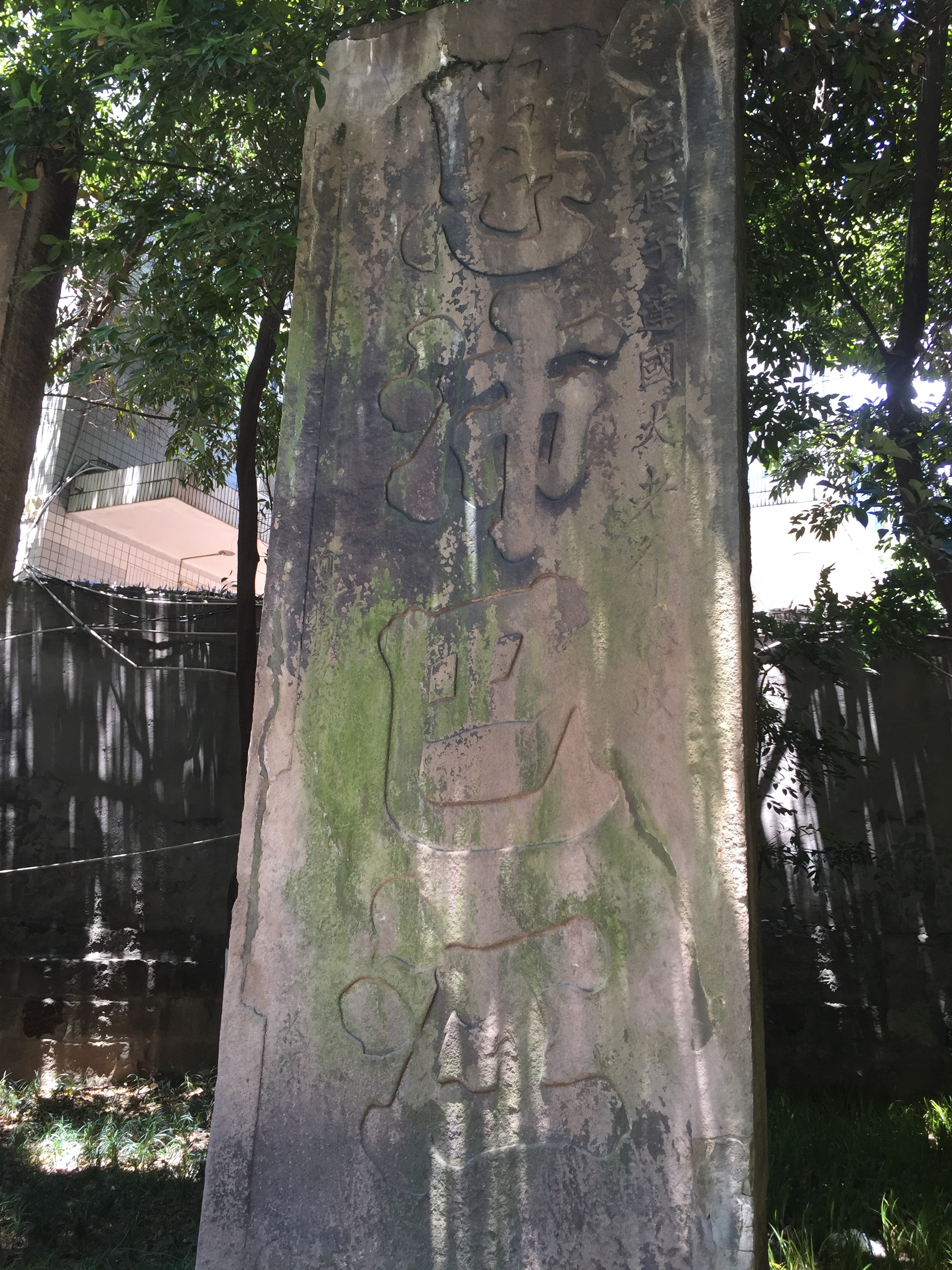
重庆大坪七牌坊，国璋的“恩沛巴江”德政碑，现已迁移至大坪正街中国电信大楼旁绿地。

1900年國璋卒於內江任所，誥授朝議大夫，晉封中憲大夫。葬於江蘇鎮江南郊八公洞山。

## 作品
國璋書學蘇靈芝，擅長書法。重慶中國三峽博物館有其多件書法藏品。

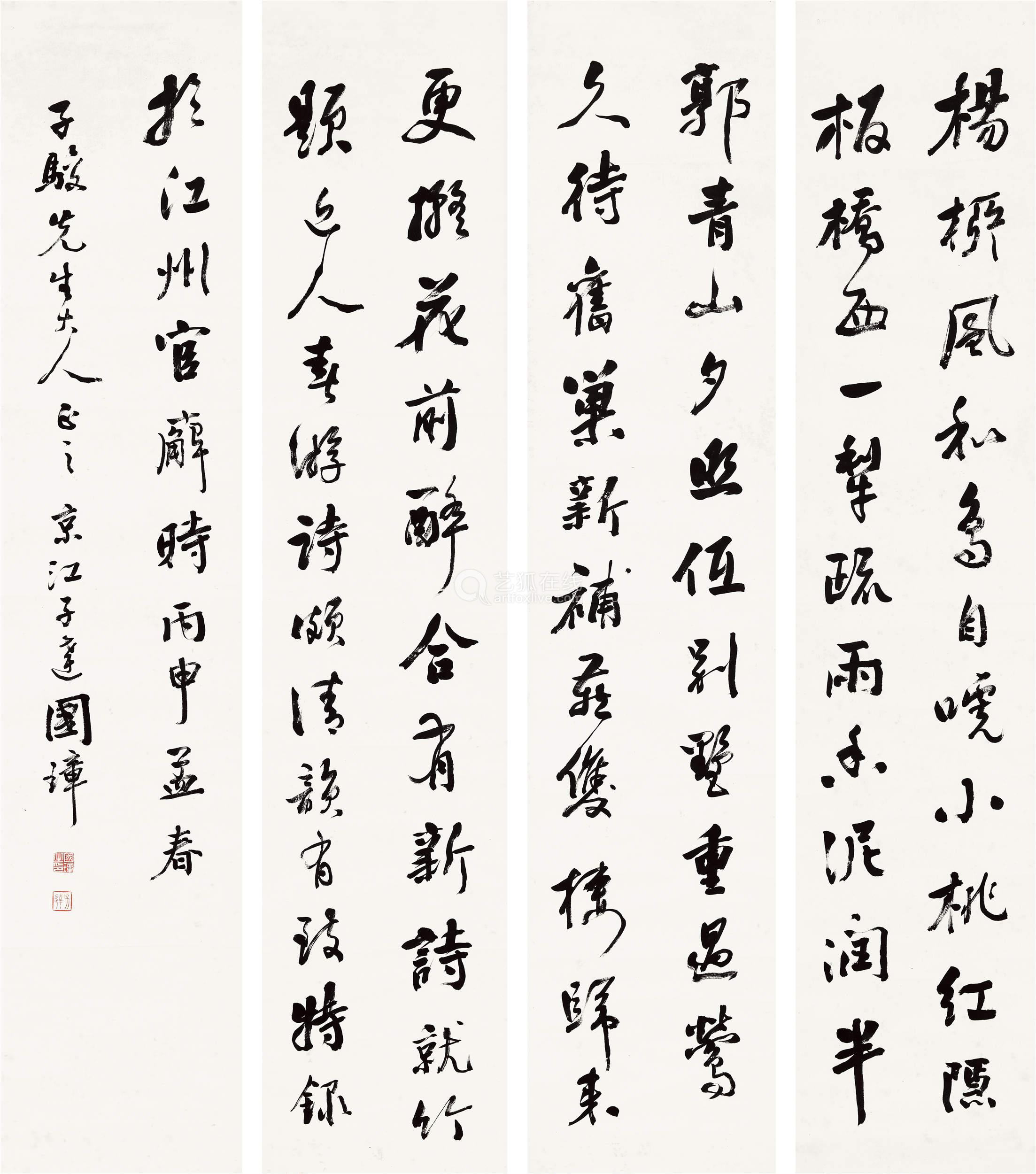
国璋于1896年作 行书四屏镜心水墨纸本

著并序《峽江圖攷》（1889年）、《教種山蠶譜》；主持绘制《重慶府治全圖》（1886年）（所谓國璋版《重慶府治全圖》，原版本现存日本天理大學圖書館、北京国家图书馆），國璋在该地图右下方旁注道：“渝郡……據川東之形勝，萃全蜀之精華……層樓疊屋，一望迷離”，國璋又主持了张云轩版《重庆府治全图》（1886-1890年；原版本现存美国耶鲁大学）；以及《江北舆地全图——题识》等。李约瑟在《中国科学技术史》一书中特别提到国璋的《峡江图考》，说其运用中国传统绘画手法精确观察和表现了地质构造。

## 家世
生于蒙古八旗科举世家，一门七进士。其中——
- 父庆云，道光十八年(1838年)戊戌科进士，累官至江西盐法道，兼巡瑞袁临兵备道[1]。

- 伯父庆安，道光丙戌科进士(1826年)，任开封府理事同知。

- 姑母杭阿坦氏，嫁正蓝旗蒙古、佐领墨赫特氏赫成額。其子护理京口驻防副都统文光，文林。孙女文氏（父文林），嫁京口驻防镶白旗蒙古、同治十三年（1874年）甲戌科进士巴哩克氏延清。

- 兄国澍（同知衔四川候补知县），弟国炳（光绪三年丁丑科进士、内阁侍读学士）、国裕（光绪八年壬午科进士，為光绪帝师翁同龢姪孫婿，《翁同龢日記》中有庆云、国璋、国炳和国裕等人略歷）[18]。

- 妻黄廓特罗氏。

- 十子：廷启、廷继均任知县。五女：长女嫁正蓝旗蒙古墨赫特氏文延淦（父护理京口副都统文光）。

- 侄承勳，光绪壬辰科进士(1892年)，署广东肇庆府开平县知县[19]。

- 侄孙丰和，光绪乙未科进士(1895年)，吏部主事、江西广信府弋阳县知县[20]；妻陶唐郡氏（父内务府镶黄旗汉军、四川黔江縣知县刘氏愉曾，祖父江西饒州府知府豫鼎，曾祖伯嘉慶十四年（1809年）己巳恩科进士敏惪）。侄孙延昌 (光绪进士)，光绪癸卯科进士(1903年)，钦点翰林院庶吉士、内阁侍读学士[21]。

## 遺绪
2021年12月14日，重慶市江津區文化旅遊委發佈消息稱，在該區聖泉街道三河村一座古大橋旁發現一塊由清代著名書法家、治印大師國璋所題寫的“古大橋”石碑，這是江津區首次發現地面單個知縣碑刻。